# 16. Division (Deutsches Kaiserreich)
Die 16. Division, für die Dauer des mobilen Verhältnisses auch als 16. Infanterie-Division bezeichnet, war ein Großverband der Preußischen Armee.

## Gliederung
Das Kommando stand in Trier und die Division war Teil des VIII. Armee-Korps.

### Friedensgliederung 1914
- 31. Infanterie-Brigade in Trier
  - Infanterie-Regiment „von Horn“ (3. Rheinisches) Nr. 29 in Trier (Hornkaserne Trier-West/Pallien)
  - 7. Rheinisches Infanterie-Regiment Nr. 69 in Trier (Agneten-, Goeben-, Maximin- und Palastkaserne)
- 32. Infanterie-Brigade in Saarbrücken
  - 8. Rheinisches Infanterie-Regiment Nr. 70 in Saarbrücken
  - 10. Lothringisches Infanterie-Regiment Nr. 174 in Forbach und Straßburg
- 80. Infanterie-Brigade in Bonn
  - 5. Rheinisches Infanterie-Regiment Nr. 65 in Köln
  - 9. Rheinisches Infanterie-Regiment Nr. 160 in Bonn, Diez und Euskirchen
- 16. Kavallerie-Brigade in Trier
  - Jäger-Regiment zu Pferde Nr. 7 in Trier (Jägerkaserne Trier-Nord)
  - Jäger-Regiment zu Pferde Nr. 8 in Trier (Jägerkaserne Trier-West)
- 16. Feldartillerie-Brigade in Trier
  - 2. Rheinisches Feldartillerie-Regiment Nr. 23 (Fischel-Kaserne in Koblenz)
  - Triersches Feldartillerie-Regiment Nr. 44 in Trier (Artillerie-Kaserne)
- Landwehrinspektion Köln

### Kriegsgliederung bei Mobilmachung 1914
- 30. Infanterie-Brigade
  - Infanterie-Regiment „von Goeben“ (2. Rheinisches) Nr. 28
  - 6. Rheinisches Infanterie-Regiment Nr. 68
- 31. Infanterie-Brigade
  - Infanterie-Regiment „von Horn“ (3. Rheinisches) Nr. 29
  - 7. Rheinisches Infanterie-Regiment Nr. 69
- Husaren-Regiment „König Wilhelm I.“ (1. Rheinisches) Nr. 7
- 16. Feldartillerie-Brigade
  - 2. Rheinisches Feldartillerie-Regiment Nr. 23
  - Triersches Feldartillerie-Regiment Nr. 44
- 2. und 3. Kompanie/1. Rheinisches Pionier-Bataillon Nr. 8

### Kriegsgliederung vom 25. März 1918
- 30. Infanterie-Brigade
  - Infanterie-Regiment „von Goeben“ (2. Rheinisches) Nr. 28
  - Infanterie-Regiment „von Horn“ (3. Rheinisches) Nr. 29
  - 6. Rheinisches Infanterie-Regiment Nr. 68
  - 1. Eskadron/Husaren-Regiment „König Wilhelm I.“ (1. Rheinisches) Nr. 7
- Artillerie-Kommandeur Nr. 16
  - 2. Rheinisches Feldartillerie-Regiment Nr. 23
  - Fußartillerie-Bataillon Nr. 32
- 1. Rheinisches Pionier-Bataillon Nr. 8
- Divisions-Nachrichten-Kommandeur Nr. 16

## Geschichte
Der Großverband wurde ursprünglich am 5. November 1816 als Truppen-Brigade in Koblenz gebildet und am 14. Dezember 1818 zur 16. Division formiert.

### Deutsch-Französischer Krieg
Im Deutsch-Französischen Krieg 1870–71 kämpfte die Division unter anderem in der Schlacht bei Spichern, der Schlacht bei Gravelotte und war Teil der Belagerung von Metz. Nach dem Fall von Metz folgten weiter Kämpfe in Nordfrankreich in der Schlacht an der Hallue und belagerte danach erfolgreich die Festung von Péronne.

### Erster Weltkrieg
Während des Ersten Weltkriegs war die Division an der Westfront im Einsatz. Im August 1918 kämpfte sie bei der 18. Armee bei Dury und Villers-lès-Cagnicourt, zog sich vor die Siegfriedstellung zurück und wurde dann der 6. Armee zugeteilt. Mit dieser zog sie sich auf die Antwerpen-Maas-Stellung zurück. Nach Kriegsende erfolgte die Rückführung in die Heimat, wo die Division ab Januar 1919 demobilisiert und schließlich im Mai 1919 aufgelöst wurde.

### Gefechtskalender

#### 1914
- 22. bis 23. August – Schlacht bei Neufchâteau
- 24. bis 29. August – Schlacht an der Maas
- 30. August bis 5. September – Verfolgung von der Maas zur Marne
- 06. bis 12. September – Schlacht an der Marne
- 13. September bis 19. Dezember – Stellungskämpfe in der Champagne
  - ab 11. Dezember – Stellungskämpfe im Oberelsass (Teile der Division)
  - ab 11. Dezember – Kämpfe bei Sennheim (Teile der Division)
- ab 31. Dezember – Stellungskämpfe in der Champagne

#### 1915
- bis 7. Januar – Stellungskämpfe in der Champagne
  - bis 7. Januar – Kämpfe bei Sennheim (Teile der Division)
  - bis 11. April – Stellungskämpfe im Oberelsass (Teile der Division)
- 04. bis 23. Januar – Kämpfe am Hartmannsweilerkopf (Teile der Division)
- 14. bis 31. Januar – Stellungskämpfe in der Champagne
- 01. bis 5. Februar – Schlacht bei Perthes-les-Hurius und Massiges (3. Schlacht bei Perthes)
- 06. bis 15. Februar – Stellungskämpfe in der Champagne
- 16. bis 19. Februar – Schlacht bei Perthes-les-Hurius und Beausejour (4. Schlacht bei Perthes)
- 21. Februar bis 20. März – Winterschlacht in der Champagne
- 17. März bis 26. April – Kämpfe am Hartmannsweilerkopf (Teile der Division)
- 21. März bis 3. April – Stellungskämpfe in der Champagne
- 04. April bis 11. Mai – Reserve der OHL
- 13. Mai bis 30. Juni – Schlacht bei La Bassée und Arras
- ab 1. Juli – Kämpfe an der Aisne

#### 1916
- bis 25. Juli – Kämpfe an der Aisne
- 25. Juli bis 25. August – Schlacht an der Somme
- 25. August bis 6. Oktober – Kämpfe an der Aisne
- 06. bis 26. Oktober – Schlacht an der Somme
- 27. bis 30. Oktober – Transport nach dem Osten
- 31. Oktober bis 4. November – Schlacht bei Kowel
- ab 5. November – Kämpfe an der oberen Styr-Stochod

#### 1917
- bis 18. Mai – Kämpfe an der oberen Styr-Stochod
- 18. bis 23. Mai – Transport nach dem Westen
- 23. bis 27. Mai – Doppelschlacht Aisne-Champagne
- 28. Mai 3. Juni – Stellungskämpfe in der Champagne
- 03. bis 9. Juni – Stellungskämpfe vor Verdun
- 10. bis 26. Juni – Stellungskämpfe in Flandern und Artois
- 27. Juni bis 3. Dezember – Schlacht in Flandern
- ab 4. Dezember – Stellungskämpfe in Flandern

#### 1918
- bis 3. April – Stellungskämpfe in Flandern
- 03. bis 30. April – Stellungskämpfe in Flandern und Artois
- 09. bis 18. April – Schlacht bei Armentières
- 01. Mai bis 4. August – Stellungskämpfe in Französisch-Flandern und Artois
- 05. bis 26. August – Kämpfe vor der Front Ypern-La Bassée
- 27. August bis 2. September – Schlacht bei Monchy-Bapaume
- 03. bis 21. September – Kämpfe vor der Siegfriedfront
- 22. September bis 14. Oktober – Kämpfe an der Front Armentières-Lens
- 15. bis 19. Oktober – Kämpfe zwischen Deule-Kanal und Schelde
- 20. Oktober bis 4. November – Kämpfe in der Hermannstellung an der Scheide
- 05. bis 11. November – Rückzugskämpfe vor der Antwerpen-Maas-Stellung
- 12. November bis 19. Dezember – Räumung des besetzten Gebietes und Marsch in die Heimat

## Kommandeure
| Dienstgrad                   | Name                          | Datum                                                             |
| ---------------------------- | ----------------------------- | ----------------------------------------------------------------- |
| Generalmajor                 | Heinrich von Hüser            | 30. März 1839 bis 9. September 1840 (mit der Führung beauftragt)  |
| Generalmajor/Generalleutnant | Heinrich von Hüser            | 10. September 1840 bis 2. Oktober 1844                            |
| Generalleutnant              | Heinrich von Holleben         | 03. Oktober 1844 bis 12. April 1848                               |
| Generalleutnant              | Friedrich Wilhelm von Dunker  | 13. April 1848 bis 15. Juli 1850                                  |
| Generalleutnant              | Eduard von Bonin              | 16. Juli 1850 bis 18. Februar 1852                                |
| Generalmajor/Generalleutnant | Leopold von Gayl              | 19. Februar 1852 bis 2. Juni 1858                                 |
| Generalmajor/Generalleutnant | Gustav von Arnim              | 03. Juni 1858 bis 18. Dezember 1863                               |
| Generalleutnant              | August von Etzel              | 19. Dezember 1863 bis 29. Oktober 1866                            |
| Generalleutnant              | Albert von Barnekow           | 30. Oktober 1866 bis 19. Juli 1871                                |
| Generalleutnant              | Alexander von Kraatz-Koschlau | 20. Juli 1871 bis 3. März 1879                                    |
| Generalleutnant              | Hermann von Wichmann          | 04. März 1879 bis 26. November 1883                               |
| Generalleutnant              | Julius von Trenk              | 06. Dezember 1883 bis 7. März 1887                                |
| Generalleutnant              | Karl von Alten                | 08. März bis 14. November 1887                                    |
| Generalleutnant              | August von Lentze             | 15. November 1887 bis 23. März 1890                               |
| Generalleutnant              | August von Seebeck            | 24. März 1890 bis 26. Januar 1893                                 |
| Generalleutnant              | Georg von Oesterley           | 27. Januar 1893 bis 16. Dezember 1896                             |
| Generalleutnant              | Günther von Schlotheim        | 17. Dezember 1896 bis 26. Januar 1900                             |
| Generalleutnant              | Oscar Serno                   | 27. Januar 1900 bis 17. Mai 1901                                  |
| Generalleutnant              | Friedrich von Schele          | 18. Mai 1901 bis 16. Februar 1903                                 |
| Generalleutnant              | Lothar von Trotha             | 17. Februar 1903 bis 21. Mai 1904                                 |
| Generalleutnant              | Hugo von Collani              | 22. Mai 1904 bis 14. Februar 1906                                 |
| Generalleutnant              | Konrad von Hausmann           | 15. Februar 1906 bis 17. Februar 1908                             |
| Generalleutnant              | Ernst Kuntze                  | 18. Februar 1908 bis 20. April 1911                               |
| Generalleutnant              | Kurt von Lindenau             | 21. April 1911 bis 2. Februar 1914                                |
| Generalleutnant              | Georg Fuchs                   | 03. Februar 1914 bis 28. August 1916                              |
| Generalmajor                 | Otto von Zaborowski           | 29. August bis 4. November 1916                                   |
| Generalleutnant              | Theodor Mengelbier            | 05. November 1916 bis 2. Januar 1917                              |
| Generalleutnant              | Arthur von Lüttwitz           | 03. Januar 1917 bis 2. August 1918                                |
| Generalleutnant              | Paulus von Stolzmann          | 03. August bis 14. September 1918 (mit der Vertretung beauftragt) |
| Generalleutnant              | Paulus von Stolzmann          | 15. September 1918 bis 8. Mai 1919                                |